# Hildegard Krug
Hildegard Krug (* 11. Januar 1927 in Danzig; † 23. Oktober 2012 in Schlüchtern) war eine deutsche Schriftstellerin.

## Leben
Hildegard Krug wuchs in Helsinki auf. Nach 1945 lebte sie als Lehrerin im hessischen Schlüchtern. Von den 1950er bis in die 1990er Jahre erschienen von ihr – vorwiegend in Leseheftreihen christlicher Verlage wie der St.-Johannis-Druckerei in Lahr/Schwarzwald – zahlreiche Erzählungen für Kinder und Jugendliche.

## Werke
- Die Ferienreise. Wuppertal-Vohwinkel 1954
- Die Schmetterlingsbrosche. Wuppertal-Vohwinkel 1954
- Drei Neue im Städtchen. Wuppertal 1955
- Der Einbrecher. Wuppertal 1955
- Der Pfirsichkern. Wuppertal 1955
- Barbarazweiglein. Wuppertal 1956
- Hellas großer Fischzug. Wuppertal 1956
- Sabines großer Kummer. Wuppertal 1956
- Wie Walter wieder froh wurde. Wuppertal 1956
- Die Rache. Wuppertal 1957
- Die Störenfridel. Stuttgart 1959
- Silvi und das Märchenschloß. Metzingen/Württ. 1960
- Christa und das Christkind. Lahr-Dinglingen (Baden) 1961
- Sveas wundersame Reise. Stuttgart 1961
- Das Weihnachtsopfer. Lahr-Dinglingen (Baden) 1961
- Das Häuschen am Holdersteg. Lahr-Dinglingen (Baden) 1962
- Hilkes einzige Hoffnung. Lahr-Dinglingen (Baden) 1962
- Reinhard und sein Weihnachtslied. Lahr-Dinglingen (Baden) 1962
- Die wunderlichen Weihnachtsgäste. Lahr-Dinglingen (Baden) 1962
- Aufregung um Thomas. Lahr-Dinglingen (Baden) 1963
- Birgit und das Weihnachtsbäumchen. Lahr-Dinglingen (Baden) 1963
- Flucht am Weihnachtsabend. Lahr-Dinglingen (Baden) 1963
- Der zerrissene Brief. Lahr-Dinglingen (Baden) 1963
- Der bessere Plan. Lahr-Dinglingen (Baden) 1964
- Doris’ großer Wunsch. Lahr-Dinglingen (Baden) 1964
- Fröhliche Weihnachten. Lahr-Dinglingen (Baden) 1964
- Gisberts Weihnachtsfest. Lahr-Dinglingen (Baden) 1964
- Auli wagt es. Lahr-Dinglingen (Baden) 1965
- Das Licht der Welt. Lahr-Dinglingen (Baden) 1965
- Ein Sonntag in Metz. Metzingen/Württ. 1965
- Weihnachtsferien. Lahr-Dinglingen (Baden) 1965
- Der Wettlauf. Lahr-Dinglingen (Baden) 1965
- Rosen für Roswitha. Lahr-Dinglingen (Baden) 1966
- Sabine wird es schaffen. Wuppertal 1966
- Ein Semester in München. Lahr-Dinglingen 1966
- Weihnachtskaffee bei Christine. Lahr-Dinglingen (Baden) 1966
- Lisas Moselreise. Lahr-Dinglingen 1967
- Renate fährt zum Rhein. Metzingen/Württ. 1967
- Die schönste Geschichte. Lahr-Dinglingen (Baden) 1967
- Weihnachten bei Wiemanns. Lahr-Dinglingen (Baden) 1967
- Marion und ihr Mädchenkreis. Lahr-Dinglingen (Baden) 1968
- Die Rettung des Rauhgrafen. Lahr-Dinglingen (Baden) 1968
- Der sonderbare Schwiegersohn. Lahr-Dinglingen 1968
- Die Tante aus England. Lahr-Dinglingen (Baden) 1968
- Das Weihnachtskonzert. Lahr-Dinglingen (Baden) 1968
- Der kleine Gast. Lahr-Dinglingen (Baden) 1969
- Regines neuer Auftrag. Lahr-Dinglingen 1969
- Veikko wird frei. Lahr-Dinglingen (Baden) 1969
- Abenteuer in der Kühburg. Lahr-Dinglingen (Baden) 1970
- Alles Glück für Gisela. Lahr-Dinglingen (Baden) 1970
- Ferien mit Fee. Wuppertal 1970
- Die Kirche von Karuna. Lahr-Dinglingen (Baden) 1970
- Larry, der Läufer. Lahr-Dinglingen (Baden) 1970
- Überraschung für Yvonne. Metzingen (Württ.) 1970
- Aufregung bei Masukawas. Lahr-Dinglingen (Baden) 1971
- Das Freundschaftstreffen. Lahr-Dinglingen (Baden) 1971
- Die letzte Nacht. Lahr-Dinglingen (Baden) 1971
- Begegnungen im Kurheim. Lahr-Dinglingen (Baden) 1972
- Die Fahrtunterbrechung. Lahr-Dinglingen 1972
- Gefährlicher Flug. Lahr-Dinglingen (Baden) 1972
- Begegnung am See. Stuttgart 1973
- Die Leuchtraketchen. Lahr-Dinglingen 1973
- Der Pfarrersbub von Stenbrohult. Lahr-Dinglingen (Baden) 1973
- Die reizende Kusine. Lahr-Dinglingen (Baden) 1973
- Die Vetternreise. Stuttgart 1973
- Wenn das Papa wüßte. Stuttgart 1973
- Zeichen der Liebe am Weihnachtsfest. Lahr-Dinglingen 1973
- Govinds Entscheidung. Lahr-Dinglingen (Baden) 1974
- Hoffnung für Gunther Wachendorf. Lahr-Dinglingen (Baden) 1974
- So was kann jedem passieren. Stuttgart 1974
- Afra und die Fremdlinge. Lahr-Dinglingen (Baden) 1975
- mit Herta Müller-Schönbrunn: Bete, daß dich Gott bewahrt! Lahr-Dinglingen 1975
- Es stimmt was nicht in Klasse 6. Stuttgart 1975
- Hilfe für Harald. Lahr-Dinglingen 1975
- Sterne leuchten im Advent. Lahr-Dinglingen 1975
- Der tapfere Kandidat. Lahr-Dinglingen 1975
- Tiere, deine Freunde. Lahr-Dinglingen 1975
- Uwe auf dem Ulmenhof. Lahr-Dinglingen (Baden) 1975
- Ada am Scheidewege. Lahr-Dinglingen 1976
- Bis hierher hat mich Gott gebracht. Lahr-Dinglingen 1976
- Dein Weg wird hell. Lahr-Dinglingen 1976
- Fünf Tage vor Weihnachten. Lahr-Dinglingen (Baden) 1976
- Der Heiland ist geboren. Lahr-Dinglingen 1976
- Michaels Weihnachtsbild. Lahr-Dinglingen 1976
- Mit Ronald nimmt es keiner auf. Stuttgart 1976
- Um des Evangeliums willen. Metzingen/Württ. 1976
- Wer spielt denn nun mit Helma? Lahr-Dinglingen 1976
- Die zerbrochene Leitersprosse. Lahr-Dinglingen 1976
- Die allerletzte Warnung. Lahr-Dinglingen 1977
- Beten schafft vollkommene Freude. Lahr-Dinglingen 1977
- mit Anthony Hoenderkamp: Geliebte Vierbeiner. Lahr-Dinglingen 1977
- Gerolf, steig nicht ein! Stuttgart 1977
- Ein glücklicher Sonntag. Lahr-Dinglingen 1977
- Gott führt dich recht. Lahr-Dinglingen 1977
- Hedis schönste Ferien. Metzingen 1977
- Die kleinen Weihnachtsboten. Lahr-Dinglingen 1977
- Mit Jesus durchs Leben. Lahr-Dinglingen 1977
- Die Roten Adler von Runkelsbühl. Lahr-Dinglingen 1977
- Sinnvolles Leben. Lahr-Dinglingen 1977
- Valborgs Winterreise. Metzingen 1977
- Verkorkste Ferien? Lahr-Dinglingen 1977
- mit Herta Müller-Schönbrunn: Wir malen Tiere. Lahr-Dinglingen 1977
- Birgittas Weihnachtsbitte. Lahr-Dinglingen 1978
- Ein Brief erreicht sein Ziel. Stuttgart 1978
- Es weihnachtet wieder bei Wisselmanns. Lahr-Dinglingen 1978
- Geh froh durch deinen Tag! Lahr-Dinglingen 1978
- Kinderweihnacht im Winterwald. Lahr-Dinglingen 1978
- mit Peter Karlheinz Schulz: Der kleine Tiermaler. Lahr-Dinglingen 1978
- Lisenkas „Luftpostbrief“. Lahr-Dinglingen 1978
- Der rettende Schiffbruch. Lahr-Dinglingen 1978
- Ein Sommertag im Puppenland. Lahr-Dinglingen 1978
- Tiere aus dem Wald. Lahr-Dinglingen 1978
- Zwei, die einander halfen. Lahr-Dinglingen 1978
- mit Marie-José Sacré: Freut euch, Kinder! Lahr-Dinglingen 1979
- Geburtstagswünsche. Lahr-Dinglingen 1979
- Grit und Pit in Appelsrod. Stuttgart 1979
- Hochzeit in Hirschbrunn. Lahr-Dinglingen 1979
- Der Hoffnungsschimmer. Lahr 1979
- mit Fritz Prenzel: Kinder und Tierkinder. Lahr-Dinglingen 1979
- Der kleine Spatz im Paradies. Lahr-Dinglingen 1979
- Des Lebens Glück. Lahr-Dinglingen 1979
- Rettung in höchster Not. Lahr-Dinglingen 1979
- Der Stachelkaktus und andere Kindergeschichten. Lahr-Dinglingen 1979
- Stark sein durch Hoffen. Lahr-Dinglingen 1979
- mit Rosemarie Packmor: Ein Waldspaziergang. Lahr-Dinglingen 1979
- Was aus dem „wilden Michel“ wurde. Lahr-Dinglingen 1979
- Es wichtelt ganz heimlich bei Wisselmanns. Lahr-Dinglingen 1980
- Frau Wincklers Weihnachts-Pute. Lahr-Dinglingen 1980
- mit Marie-José Sacré: Lauter Überraschungen. Lahr-Dinglingen 1980
- Leben zu zweit. Lahr-Dinglingen 1980
- Ein Platz für Petra. Lahr-Dinglingen 1980
- Tiere auf dem Bauernhof. Lahr-Dinglingen 1980
- Vetter Prahlhans auf dem Haber-Hof. Lahr-Dinglingen 1980
- Die Weihnachtsfreizeit. Lahr-Dinglingen 1980
- Advent bei Familie Wisselmann. Lahr-Dinglingen 1981
- Adventsfreuden für Hanneli. Lahr-Dinglingen 1981
- Adventszeit ist Wartezeit. Lahr-Dinglingen 1981
- Ferien im Försterhaus. Lahr-Dinglingen 1981
- Ein Fest im Mai. Lahr-Dinglingen 1981
- Freude machen ist am wichtigsten. Lahr-Dinglingen 1981
- Frieden unterm Weihnachtszweig. Lahr-Dinglingen 1981
- Fünf Wichtelmänner in Aktion. Lahr-Dinglingen 1981
- Gäste im Advent. Lahr-Dinglingen 1981
- Die glücklichen Geschwister. Lahr-Dinglingen 1981
- Gott liebt auch dich. Lahr-Dinglingen 1981
- Der große Schreck im „Süßen Eck“. Lahr-Dinglingen 1981
- Der große schwarze Hund. Lahr-Dinglingen 1981
- Der häßliche Engel. Lahr-Dinglingen 1981
- Hanneli und der Adventsgast. Lahr-Dinglingen 1981
- Hartmut ist in Ordnung. Lahr-Dinglingen 1981
- Hartmut und sein Patenonkel. Lahr-Dinglingen 1981
- Hartmuts Erlebnisse im Advent. Lahr-Dinglingen 1981
- Heiligabend bei Wisselmanns. Lahr-Dinglingen 1981
- Hella hat es gut. Lahr-Dinglingen 1981
- Hella und ihr Wichtel. Lahr-Dinglingen 1981
- Die kleinen Lichtbringer. Lahr-Dinglingen 1981
- mit Marie-José Sacré: Oma ist die Beste. Lahr-Dinglingen 1981
- Vier Kinder am Ostseestrand. Lahr-Dinglingen 1981
- Was fliegt denn da in Wald und Feld? Lahr-Dinglingen 1981
- Das Weihnachtsfest im Försterhaus. Lahr-Dinglingen 1981
- Wenn es schneit. Lahr-Dinglingen 1981
- Die Wisselmännchen auf dem Weihnachtsmarkt. Lahr-Dinglingen 1981
- Wo ist Wolfi? Lahr-Dinglingen 1981
- Zwei Freundinnen im Advent. Lahr-Dinglingen 1981
- Der ewige Gott ist Zuflucht für dich. Lahr-Dinglingen 1982
- mit Rosemarie Packmor: Komm mit ans Wasser! Lahr-Dinglingen 1982
- Laß mich nicht allein! Lahr-Dinglingen 1982
- Neue Erlebnisse der Familie Wisselmann. Lahr-Dinglingen 1982
- Tiere der Wildnis. Lahr-Dinglingen 1982
- Ausweg aus dem Tunnel. Lahr-Dinglingen 1983
- Gott verläßt dich nicht. Lahr-Dinglingen 1983
- Ein Samstag am See. Lahr-Dinglingen 1983
- Der Traum des Holzhändlers. Lahr-Dinglingen 1983
- Weihnachtsgäste bei Wisselmanns. Lahr-Dinglingen 1983
- Wiedersehen beim Weihnachtsbummel. Lahr-Dinglingen 1983
- mit Rosemarie Packmor-Zimmerer: Der Wiesengrund ist schon so bunt. Lahr-Dinglingen 1983
- Am Rande des Abgrunds. Lahr-Dinglingen 1984
- Eine aufregende Adventszeit bei Wisselsmanns. Lahr-Dinglingen 1984
- Gespräch in der Nacht. Lahr-Dinglingen 1984
- Im Licht der Weihnachtssonne. Lahr-Dinglingen 1984
- mit Marie-José Sacré: Die Kinder vom Freudebringer-Club. Lahr-Dinglingen 1984
- Tante Thildas Weihnachtspäckchen. Lahr-Dinglingen 1984
- Überraschung zum Weihnachtsfest. Lahr-Dinglingen 1984
- Ein ungewöhnlicher Geburtstag. Lahr-Dinglingen 1984
- Weihnachten auf dem Wiesbachhof. Lahr-Dinglingen 1984
- Advent bei Familie Abendroth. Lahr-Dinglingen 1985
- Ferienfreuden. Lahr-Dinglingen 1985
- In unsrer Straße wird gebaut. Lahr-Dinglingen 1985
- Komm, wir gehn nach Bethlehem. Lahr-Dinglingen 1985
- Ein Meer voller Trost. Lahr-Dinglingen 1985
- Ein neuer Adventsgast im Wisselnest. Lahr-Dinglingen 1985
- Wilmas Weihnachtswunsch. Lahr-Dinglingen 1985
- Wir beobachten Vögel. Lahr-Dinglingen 1985
- Wir fahren aufs Land. Lahr-Dinglingen 1985
- Wir fahren in die Stadt. Lahr-Dinglingen 1985
- Wir gehen in den Zoo. Lahr-Dinglingen 1985
- Anruf am Heiligabend. Lahr-Dinglingen 1986
- Ein aufregender Heiligabend bei Aumanns. Lahr-Dinglingen 1986
- …daß euer Herz sich freue. Lahr-Dinglingen 1986
- Du bist meines Gottes Gabe. Lahr-Dinglingen 1986
- Elisabeths Erlebnisse. Lahr-Dinglingen 1986
- Ich, der Herr, will euch tragen bis ins Alter. Lahr-Dinglingen 1986
- Überraschende Adventsaufgaben für Wisselmanns. Lahr-Dinglingen 1986
- Ein unvergeßlicher Tag. Lahr-Dinglingen 1986
- Ein unverhoffter Weihnachtsgruß. Lahr-Dinglingen 1986
- Weihnachtslicht in unsere Dunkelheit. Lahr-Dinglingen 1986
- Wer danken gelernt hat. Lahr-Dinglingen 1986
- Beim fröhlichen Spiel. Lahr-Dinglingen 1987
- Die dreifache Schnur. Lahr-Dinglingen 1987
- Herrliche Ferien. Lahr-Dinglingen 1987
- Nach der Weihnachtsparty. Lahr-Dinglingen 1987
- Der Nikolaus vom Nußbaumweg. Lahr-Dinglingen 1987
- Unvergeßliche Ferien der Wisselmanns auf dem Brunnenhof. Lahr-Dinglingen 1987
- Verlobung unterm Weihnachtsbaum bei Familie Abendroth. Lahr-Dinglingen 1987
- Weihnachtsferien in den Bergen. Lahr-Dinglingen 1987
- Wisselmanns Adventskalender. Lahr-Dinglingen 1987
- Der Ausflug zu den Apfelschweinchen. Lahr-Dinglingen 1988
- Herbergssuche im Advent. Lahr-Dinglingen 1988
- Das Kreuz im Finsterbuch. Lahr-Dinglingen 1988
- Der schönste Geburtstagsgruß. Lahr-Dinglingen 1988
- Die sonderbaren Nachbarn von Familie Wisselmann. Lahr-Dinglingen 1988
- Tom und Toni auf dem Tannenhof. Lahr-Dinglingen 1988
- Wolken und Sonnenschein bei Familie Abendroth. Lahr-Dinglingen 1988
- Die Adventsreise von Familie Abendroth. Lahr-Dinglingen 1989
- Eine Entdeckung beim Weihnachtsbummel. Lahr-Dinglingen 1989
- Frau Doktors „Perle“. Lahr-Dinglingen 1989
- O freudenreiche Zeit. Lahr-Dinglingen 1989
- Onkel Willi und die wilden Tiere. Lahr-Dinglingen 1989
- Rettung in höchster Not. Lahr-Dinglingen 1989
- Sterntaler und Pechmarie im Wisselnest. Lahr-Dinglingen 1989
- Tom und Toni ziehen in die Stadt. Lahr-Dinglingen 1989
- Unsere Tier-Lieblinge. Lahr-Dinglingen 1989
- Harte Nüsse im Advent für Familie Wisselmann. Lahr-Dinglingen 1990
- Heimatglocken im Advent. Lahr-Dinglingen 1990
- Tom und Toni und das Hochzeitsfest. Lahr-Dinglingen 1990
- Ein unerwarteter Adventsgast bei Familie Abendroth. Lahr-Dinglingen 1990
- Aufregung im Advent bei Familie Abendroth. Lahr-Dinglingen 1991
- Familie Wisselmann und der Adventsbesuch aus Amerika. Lahr-Dinglingen 1991
- Ein ganz anderes Weihnachtsgeschenk. Lahr-Dinglingen 1991
- Tom und Toni und der schöne Frühling. Lahr-Dinglingen 1991
- Eine ereignisreiche Adventszeit für Familie Wisselmann. Lahr 1992
- Fahrt im Advent. Lahr 1992
- Familie Abendroth und das Adventsbaby. Lahr 1992
- Tom und Toni und die spannende Adventszeit. Lahr 1992
- Unsre lieben Tiere. Lahr 1992
- Advent im fröhlichen Pfarrhaus. Lahr 1993
- Ein fröhlicher Sonntag. Lahr 1993
- Füll unser Herz mit Freuden. Lahr 1993
- Hochzeit im Advent mit Familie Abendroth. Lahr 1993
- Weihnachtsbesuch bei Nadine. Lahr 1993
- Die Adventswürfel im fröhlichen Pfarrhaus. Lahr 1994
- Der fröhliche Seniorenausflug. Lahr 1994
- Die Äpfel in Nachbars Garten. Lahr 1995
- Seltsame Adventsgäste im fröhlichen Pfarrhaus. Lahr 1995
- Enthüllung am Heiligabend. Lahr 1996
- Der Geheimclub im fröhlichen Pfarrhaus. Lahr 1996
- Margazissen und andere heitere Blüten. Lahr 1996
- Beim Schein der Weihnachtskerzen. Lahr 1997
- Das fröhliche Pfarrhaus und 2 × 4 Hundepfoten. Lahr 1997
- Wie ein Stern in finstrer Nacht. Lahr 1997
- Winnies Weihnachtsbrief. Lahr 1997
- Leucht auch uns, du Morgenstern. Lahr 1998
- Rätselhafte Rosula. Lahr 1998
- Entscheidung zu Weihnachten und vier weitere Weihnachtserzählungen. Lahr 1999
- Wiedersehen am Heiligabend. Lahr 1999
- Heimkehr zum Weihnachtsfest und vier weitere Weihnachtserzählungen. Lahr/Schwarzwald 2000
- Was wird denn nun mit Weihnachten? Lahr/Schwarzwald 2000
- Wer ist Schwester Cordula? Lahr 2000
- Weihnachtsgäste im Doktorhaus. Lahr 2001

## Herausgeberschaft
- Klassisches Vergißmeinnicht. Lahr-Dinglingen 1976
- Gerhard Bergmann: Jesus Christus ist die Antwort auf alle Fragen. Lahr-Dinglingen 1979
- Oswald Chambers: Mit Jesu Augen sehen. Lahr-Dinglingen 1981

## Übersetzungen
- Alyce Bergey: Das Geheimnis der Pfeile. Lahr-Dinglingen (Baden) 1974
- Alyce Bergey: Ein Junge verschwindet. Lahr-Dinglingen (Baden) 1974
- John Bunyan: John Bunyans Pilgerreise in Bildern. Lahr-Dinglingen 1982
- Doris James: Jenny fliegt nach Singapur. Lahr-Dinglingen 1981
- Bruce Larson: Keiner soll mehr draußen stehen. Metzingen (Württ.) 1974
- Ellen Jane MacLeod: Die geheimnisvolle Glocke. Lahr-Dinglingen 1977
- André Morea: Das verbotene Buch. Lahr-Dinglingen 1983
- Patricia Mary St. John: Einer lief davon. Wetzlar 1971
- Aiden W. Tozer: Albert B. Simpson, ein Berufener Gottes. Lahr-Dinglingen 1987